# Enrico di Brunswick-Lüneburg
Enrico di Brunswick-Lüneburg, detto Enrico il Mite (... – 3 dicembre 1416), duca di Brunswick-Lüneburg, fu principe di Lüneburg dal 1388 al 1409 assieme al fratello Bernardo I di Brunswick-Lüneburg, dal 1400 al 1409 in coreggenza nel principato di Wolfenbüttel, e dal 1409 alla sua morte come solo principe di Lüneburg.

## Biografia
Era il quarto figlio di Magnus II di Brunswick-Lüneburg.
Partecipò alla persecuzione degli uccisori del fratello Federico, eletto re dei Romani e ucciso nel 1400, rivendicando l'Eichsfeld, possesso dell'arcivescovo di Magonza, che era stato sospettato di essere stato la mente dell'uccisione. Solo nel 1405, venne ratificata una pace tra il ducato di Brunswick-Lüneburg e l'arcivescovato.
Nel 1404, venne rapito dal conte Bernardo di Lippe; dopo aver pagato un riscatto, venne liberato e, successivamente, col supporto del re Rupert di Germania, si vendicò di Bernardo.
Alla morte del conte Gerardo di Schleswig, marito di sua sorella, difese strenuamente lo Schleswig insieme all'Holstein dall'invasione danese voluta dalla regina Margherita I.
Sposò Sofia, figlia di Vratislavo VI di Pomerania, da cui ebbe due figli. Alla morte della prima moglie, nel 1406, si risposò con Margherita (c. 1389 – 1471), figlia del langravio Ermanno d'Assia, nel 1409, da cui ebbe un solo erede di cui ci sia rimasta memoria.

## Discendenza
Enrico sposò Sofia di Pomerania, figlia di Vratislavo VI di Pomerania, da cui ebbe due figli:
- Guglielmo di Brunswick-Lüneburg;
- Caterina di Brunswick-Lüneburg, andata in sposa a Federico IV di Meissen primo duca di Sassonia con il nome di Federico I.

Tre anni dopo la morte della prima moglie, avvenuta nel 1406, si risposò con Margherita d'Assia (c. 1389 – 1471), figlia del langravio Ermanno d'Assia, da cui ebbe un solo erede di cui ci sia rimasta memoria:
- Enrico di Brunswick-Lüneburg.

## Ascendenza
|                                     |                                |                                            | Genitori                             |  |  | Nonni |  |  | Bisnonni                         |  |  | Trisnonni                       |  |
|                                     |                                |                                            |                                      |  |  |       |  |  | Alberto II di Brunswick-Lüneburg |  |  | Alberto I di Brunswick-Lüneburg |  |
|                                     |                                |                                            |                                      |  |  |       |  |  | Alberto II di Brunswick-Lüneburg |  |  | Alberto I di Brunswick-Lüneburg |  |
|                                     |                                | Adelaide del Monferrato                    |                                      |  |  |       |  |  | Alberto II di Brunswick-Lüneburg |  |  |                                 |  |
| Magnus I di Brunswick-Wolfenbüttel  |                                |                                            |                                      |  |  |       |  |  | Alberto II di Brunswick-Lüneburg |  |  |                                 |  |
|                                     |                                | Rixa di Werle                              | Enrico I di Werle                    |  |  |       |  |  |                                  |  |  |                                 |  |
|                                     |                                | Rixa di Werle                              | Enrico I di Werle                    |  |  |       |  |  |                                  |  |  |                                 |  |
|                                     |                                | Rixa di Werle                              | Rikissa Birgersdotter                |  |  |       |  |  |                                  |  |  |                                 |  |
| Magnus II di Brunswick-Wolfenbüttel |                                | Rixa di Werle                              |                                      |  |  |       |  |  |                                  |  |  |                                 |  |
|                                     |                                | Enrico I, Margravio di Brandeburgo-Stendal | Giovanni I, Margravio di Brandeburgo |  |  |       |  |  |                                  |  |  |                                 |  |
|                                     |                                | Enrico I, Margravio di Brandeburgo-Stendal | Giovanni I, Margravio di Brandeburgo |  |  |       |  |  |                                  |  |  |                                 |  |
|                                     |                                | Enrico I, Margravio di Brandeburgo-Stendal | Jutta di Sassonia                    |  |  |       |  |  |                                  |  |  |                                 |  |
| Sofia di Brandeburgo                |                                | Enrico I, Margravio di Brandeburgo-Stendal |                                      |  |  |       |  |  |                                  |  |  |                                 |  |
|                                     |                                | Agnese di Baviera                          | Ludovico II del Palatinato           |  |  |       |  |  |                                  |  |  |                                 |  |
|                                     |                                | Agnese di Baviera                          | Ludovico II del Palatinato           |  |  |       |  |  |                                  |  |  |                                 |  |
|                                     |                                | Agnese di Baviera                          | Matilde d'Asburgo                    |  |  |       |  |  |                                  |  |  |                                 |  |
| Enrico di Brunswick-Lüneburg        |                                | Agnese di Baviera                          |                                      |  |  |       |  |  |                                  |  |  |                                 |  |
|                                     | Bernardo II di Anhalt-Bernburg | Bernardo I di Anhalt-Bernburg              |                                      |  |  |       |  |  |                                  |  |  |                                 |  |
|                                     | Bernardo II di Anhalt-Bernburg | Bernardo I di Anhalt-Bernburg              |                                      |  |  |       |  |  |                                  |  |  |                                 |  |
|                                     | Bernardo II di Anhalt-Bernburg | Sofia di Danimarca                         |                                      |  |  |       |  |  |                                  |  |  |                                 |  |
| Bernardo III di Anhalt-Bernburg     | Bernardo II di Anhalt-Bernburg |                                            |                                      |  |  |       |  |  |                                  |  |  |                                 |  |
|                                     |                                | Elena di Rügen                             | Vitislav II di Rügen                 |  |  |       |  |  |                                  |  |  |                                 |  |
|                                     |                                | Elena di Rügen                             | Vitislav II di Rügen                 |  |  |       |  |  |                                  |  |  |                                 |  |
|                                     |                                | Elena di Rügen                             | Agnese di Brunswick-Lüneburg         |  |  |       |  |  |                                  |  |  |                                 |  |
| Caterina di Anhalt-Bernburg         |                                | Elena di Rügen                             |                                      |  |  |       |  |  |                                  |  |  |                                 |  |
|                                     |                                | Rodolfo I di Sassonia-Wittenberg           | Alberto II di Sassonia               |  |  |       |  |  |                                  |  |  |                                 |  |
|                                     |                                | Rodolfo I di Sassonia-Wittenberg           | Alberto II di Sassonia               |  |  |       |  |  |                                  |  |  |                                 |  |
|                                     |                                | Rodolfo I di Sassonia-Wittenberg           | Agnese d'Asburgo                     |  |  |       |  |  |                                  |  |  |                                 |  |
| Agnese di Sassonia                  |                                | Rodolfo I di Sassonia-Wittenberg           |                                      |  |  |       |  |  |                                  |  |  |                                 |  |
|                                     |                                | Jutta del Brandeburgo                      | Ottone V di Brandenburgo-Salzwedel   |  |  |       |  |  |                                  |  |  |                                 |  |
|                                     |                                | Jutta del Brandeburgo                      | Ottone V di Brandenburgo-Salzwedel   |  |  |       |  |  |                                  |  |  |                                 |  |
|                                     |                                | Jutta del Brandeburgo                      | Jutta di Hennenberg                  |  |  |       |  |  |                                  |  |  |                                 |  |
|                                     |                                | Jutta del Brandeburgo                      |                                      |  |  |       |  |  |                                  |  |  |                                 |  |